# Olofrase
In linguistica, l'olofrase (dal greco όλος, hòlos, 'tutto', 'intero', e φράζω, phrazo, '(io) dichiaro'), detta anche parola-frase, è un segno (ad esempio, una singola parola) che trasmette il significato (o contenuto) di un'intera frase. Esempio di questo fenomeno sono le parole sì, no, ecco usate in risposta a una domanda, dove il resto della risposta resta sottinteso, ma lo stesso vale anche per le interiezioni.
L'uso di parole olofrastiche è anche tipico dello sviluppo linguistico del bambino tra il primo e il secondo anno: si parla di una "fase olofrastica" che succede alla lallazione.